# Тамар-Уткуль
Тамар-Уткуль — село в Соль-Илецком районе Оренбургской области России. Административный центр Тамар-Уткульский сельсовета.

## География
Село расположено на левом берегу Илека, в 7 км к югу от райцентра Соль-Илецка.

## История
Образовалось в 1918 году через объединение небольших казахских аулов. Название переводится как «топкий брод».

## Население
| 2010 | 2012 | 2013 | 2014 |
| ---- | ---- | ---- | ---- |
| 978  | ↘952 | ↘950 | ↗957 |